# Weber c. Ontario Hydro
Weber c. Ontario Hydro est un arrêt de principe de la Cour suprême du Canada rendu en 1995 concernant la compétence de l'arbitre de griefs à l'exclusion des tribunaux de droit commun en droit du travail canadien. 

## Les faits
Murray Weber, un employé d'Ontario Hydro, a pris un congé en raison d'une blessure au dos. Ontario Hydro lui a versé des prestations de maladie, mais après un certain temps, elle est devenue méfiante et elle a embauché un enquêteur privé pour espionner Weber. L'enquêteur a pu accéder au domicile de Weber et a trouvé des preuves montrant qu'il abusait des prestations de maladie.
En août 1989, Weber s'est adressé au syndicat qui a alors déposé un grief contre Ontario Hydro alléguant que le recours à l'enquêteur privé violait la convention collective.
Pendant que l'arbitrage était en cours, Weber a intenté une action en justice contre Ontario Hydro pour les délits civils d'intrusion, de nuisance, de dol et d'atteinte à la vie privée et pour violation de son droit à la sécurité garanti par la Charte en vertu de l'article 7 et à la vie privée en vertu de l'article 8.
Ontario Hydro a soutenu que le tribunal ne pouvait entendre l'action de Weber parce que l'affaire relevait de la compétence de l'arbitre.
Le juge saisi de la requête a rejeté l'action. Il a conclu que l'action découlait de la convention collective et que le tribunal n'avait donc pas compétence, de plus, qu'il s'agissait d'un litige privé et donc la Charte ne s'appliquait pas. La Cour d'appel a confirmé la décision, sauf qu'elle a jugé que demande fondée sur la Charte était valide.

## Question en litige
La question soumise à la Cour suprême était de savoir si l'arbitre en droit du travail avait compétence pour faire droit aux demandes de réparation de Weber. 

## Jugement de la Cour suprême
La Cour suprême rejette le pourvoi de Weber  et accueille le pourvoi incident d'Ontario Hydro.

## Motifs du jugement
Le juge McLachlin, s'exprimant au nom de la majorité, a conclu que l'arbitre de droit du travail avait compétence pour accorder les réparations et, par conséquent, Weber ne pouvait pas intenter une action en justice.
McLachlin a examiné le libellé de la Loi sur les relations de travail de l'Ontario qui donnait à l'arbitre le pouvoir exclusif de trancher « tous les différends entre les parties que soulèvent l’interprétation, l’application, l’administration ou une prétendue inexécution de la convention collective, y compris la question de savoir s’il y a matière à arbitrage». Elle a estimé que cela signife que l'arbitre avait compétence en la matière, ce qui signifie que l'arbitre a également nécessairement autorité sur les recours. Par conséquent, l'arbitre était un « tribunal compétent » et a autorité pour décider sur les réclamations de Weber.